# Луцилии
Луцилиите (gens Lucilia) са фамилия от Древен Рим.
Произлизат от Суеса Аврунка, намиращ се в страната на аврунките в Кампания.
Известни от фамилията:
- Гай Луцилий (* 180 пр.н.е.; † 103 пр.н.е.), римски поет
- Луцилий Млади, конник, 63/64 г. прокуратор на Сицилия; кореспондира си със стария Сенека.
- Марк Луцилий Пет, военен трибун по времето на Август
- Луцилия (2 век пр.н.е.), сестра на поета Луцилий; съпруга на Секст Помпей; майка на Секст Помпей, Помпея и Гней Помпей Страбон; баба на Помпей Велики; прапрабаба на Октавиан Август
- Луцилия, съпруга на Тит Лукреций Кар, поет и философ.
- Луцилия Пола, сестра на Марк Луцилий Пет. През 1885 г. е открит техният мавзолей в Рим.[1]